# Commicarpus pilosus
Commicarpus pilosus är en underblomsväxtart som först beskrevs av Anton Heimerl, och fick sitt nu gällande namn av Robert Desmond Meikle. Commicarpus pilosus ingår i släktet Commicarpus, och familjen underblomsväxter. Inga underarter finns listade i Catalogue of Life.